# Körhinta (Budapest)
A Körhinta (vagy Schäftner-féle körhinta, Schäftner körhinta, Régi körhinta, Műemlék körhinta, Városligeti körhinta) egy 1906-ban épült körhinta.

## Története

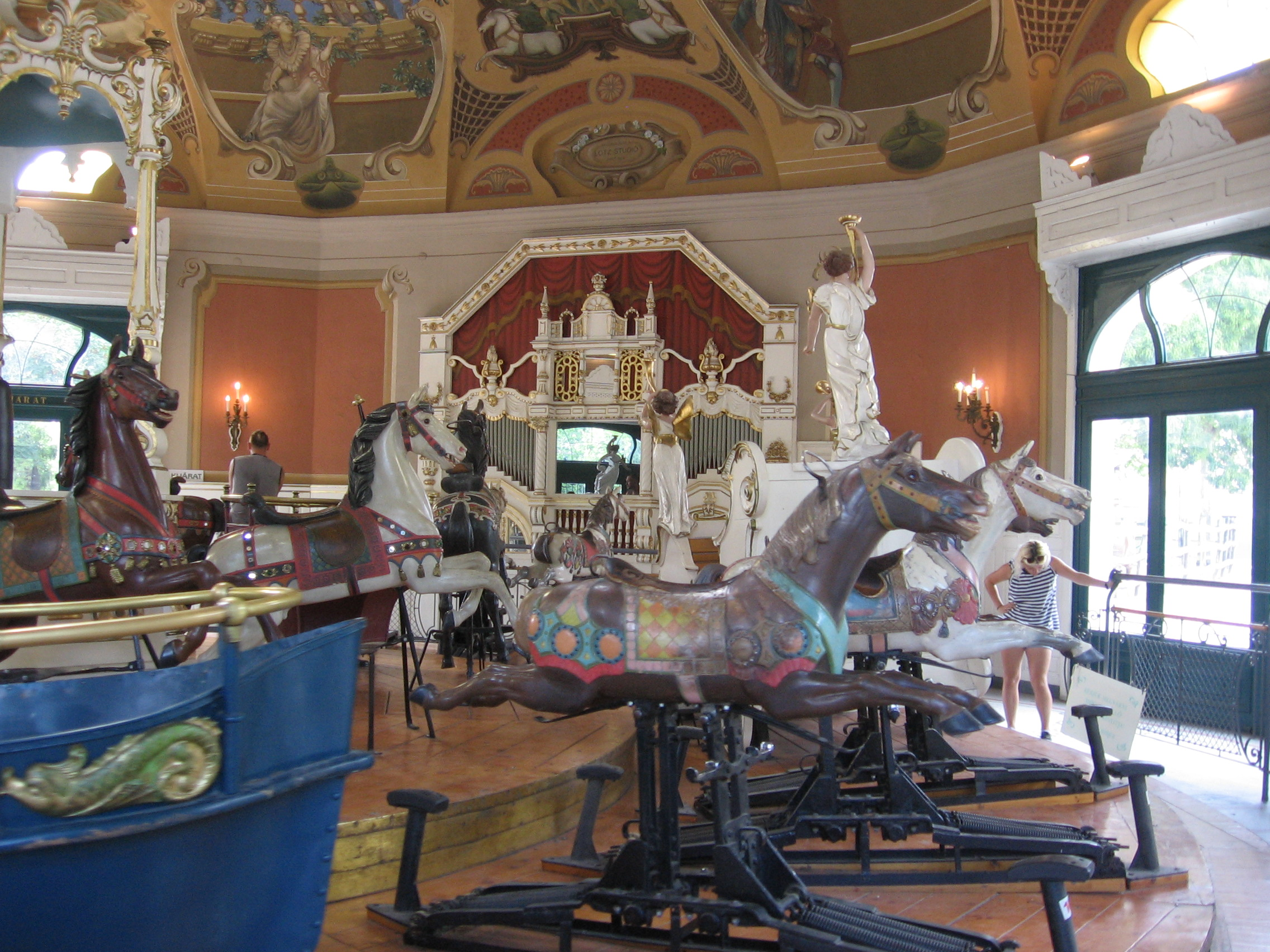
A Körhinta belülről

Pontos építési ideje nem ismert, 1906-1908 közé tehető. Eredetileg a Vurstli játéküzemeinek egyike volt. 1950-ben a Vurstli és a vele szomszédos Angolpark területén létrehozták a Vidámparkot, a Körhinta is annak részévé vált.
A közel száz év alatt lepusztult építményt 1997-ben a Ráday Mihály által kezdeményezett akció során egyrészt megmentették, másrészt teljes egészében restaurálták. Visszaállították a fa bejárati ajtókat, a kupolát, felújították a díszes mennyezeti festményeket. Ugyanekkor derült ki, hogy az egyes figurák; lovak, angyalkák összesen 17 festékréteget kaptak az idők folyamán, ezeket a restaurálás során mind eltávolították. A felújítás magas színvonala miatt érdemelte ki a körhinta az Europa Nostra-díjat. Ugyancsak 1997-ben került sor a patinás játéküzem védetté nyilvánítására az egyes műemlékek védetté nyilvánításáról szóló 21/1997. (VII. 29.) KTM-MKM együttes rendelet alapján.
A Vidámpark 2013-as megszűnése után az Állatkert tulajdonába került. Több lépésben 2016 és 2018 között ismét felújították. Teljes felújítás után a Holnemvolt Vár részeként üzemel tovább.

## További információ
- Egyszer volt, hol nem volt, volt egyszer egy körhinta – A 108 éves budapesti körhintáról (DRKUKTART)
- 3D Műemlék Körhinta, Városliget, Budapest, google.hu/maps